# Пикјулир (Мисури)
Пикјулир (енгл. Peculiar) град је у америчкој савезној држави Мисури.

## Демографија
По попису из 2010. године број становника је 4.608, што је 2.004 (77,0%) становника више него 2000. године.
| Група             | 2000.         | 2010.         |
| Белци             | 2.502 (96,1%) | 4.286 (93,0%) |
| Афроамериканци    | 7 (0,3%)      | 94 (2,0%)     |
| Азијати           | 9 (0,3%)      | 12 (0,3%)     |
| Хиспаноамериканци | 38 (1,5%)     | 125 (2,7%)    |
| Укупно            | 2.604         | 4.608         |